# 让·杜布菲
让·杜布菲（法語：Jean Philippe Arthur Dubuffet，1901年7月31日—1985年5月12日），是一名法国的画家和雕塑家。他试图用理想主义的美学形式去拥抱所谓的“低级艺术”，并且尝试规避传统的审美标准，转而采用他认为“更真实的人文主义”的表现形式。他被认为是非主流艺术的先驱者之一，这其中包括他的著名作品集《Collection de l'art brut》。杜布菲的艺术生涯遍布法国和美国，并在他的一生中举办了多次展览。

## 早年生活
杜布菲出生在法國勒阿弗尔的一个葡萄酒批发商家庭，他们属于富有的资产阶级。 他儿时的朋友包括作家雷蒙德·格诺 (Raymond Queneau) 和乔治·林布尔 (Georges Limbour)。他于1918年移居巴黎，在 Académie Julian 学习绘画，并与艺术家 Juan Gris、André Masson 和 Fernand Léger成为亲密朋友。
六个月后，在发现学术培训令人反感后，他离开了 Académie 独立学习。 在此期间，杜布菲发展了许多其他兴趣，包括自由噪音音乐、诗歌以及古代和现代语言的研究。 杜布菲还前往意大利和巴西，并于 1925 年回到勒阿弗尔后，他第一次结婚，并继续在巴黎开展小型葡萄酒业务。1934年，他重新开始绘画，创作了一系列强调艺术史上时尚的肖像画。 但他又一次停下来，在德国占领法国期间在贝西发展他的葡萄酒生意。 多年后，在自传文本中，他吹嘘自己通过向国防军供应葡萄酒而赚取了可观的利润。

## 早年工作
1942年，杜布菲决定重新投身艺术。 他经常从日常生活中选择作品的题材，比如坐在巴黎地铁里的人，或者在乡间行走的人。 杜布菲用强烈、不间断的色彩作画，让人想起野兽派的调色板，以及布鲁克画家，他们并列而不和谐的色块。 他的许多作品都描绘了一个或多个人被放置在一个非常狭窄的空间中，这对观众产生了明显的心理影响。 1943年，杜布菲的童年好友、作家乔治·林布尔带着让·保朗（Jean Paulhan）来到了艺术家的工作室。杜布菲当时的作品无人知晓。保朗印象深刻，这次会议被证明是杜布菲的转折点。 他的首场个展于 1944 年 10 月在巴黎的 Galerie Rene Drouin 举办。 这标志着杜布菲第三次尝试成为知名艺术家。
1945 年，杜布菲参加了让·福特里耶（Jean Fautrier）在巴黎举办的一场画展，并对其印象深刻，他在展览中认识到直接而纯粹地表达了一个人的深度的有意义的艺术。杜布菲模仿福特里耶，开始使用混合了泥浆、沙子、煤尘、鹅卵石、玻璃碎片、细绳、稻草、石膏、砾石、水泥和焦油等材料的厚油彩。 这让他放弃了用画笔在画布上涂抹油画颜料的传统方法； 相反，杜布菲创建了一种糊状物，他可以在其中创建物理标记，例如划痕和斜线标记。
混合和涂抹颜料的厚涂技术在杜布菲的系列“Hautes Pâtes”或“Thick Impastoes”中得到了最好的体现，他于 1946 年在 Galérie René Drouin 的第二次大型展览中展出了名为“Microbolus Macadam & Cie/Hautes Pates”的展览。 他对粗糙材料的使用以及他在许多作品中注入的讽刺激起了评论家的强烈反对，他们指责杜布菲“无政府状态”和“清理垃圾箱”。他也确实收到了一些积极的反馈——克莱门特·格林伯格注意到了杜布菲的作品，并写道：“从远处看，杜布菲似乎是自米罗以来巴黎画派最具原创性的画家……” 格林伯格接着说，“杜布菲也许是过去十年出现在巴黎舞台上的一位真正重要的新画家。” 事实上，杜布菲在纽约（1951年）首次展览后的一年里在美国非常多产。
1946年后，杜布菲开始了一系列的肖像画创作，由他自己的朋友亨利·米修、弗朗西斯·庞格、乔治·林布尔、让·保朗和皮埃尔·马蒂斯担任“模特”。 正如杜布菲自己所表达的那样，他用同样厚实的材料绘制这些肖像，并以一种故意反心理和反个人的方式进行创作。 几年后，他在 1948 年接触了超现实主义团体，然后在 1954 年接触了形而上学学院。他与法国剧作家、演员和戏剧导演安托南·阿爾托交好，他钦佩和支持作家路易-费迪南·塞利纳与超现实主义者安德烈·马松周围的艺术圈。1944 年，他与抵抗斗士兼法国作家兼出版商让·保尔汉建立了重要关系，后者也强烈反对他所说的“知识分子恐怖主义”。

## 艺术风格
杜布菲的艺术主要特点是对非正统材料的巧妙利用。 杜布菲的许多作品都是用油彩绘制的，使用由沙子、焦油和稻草等材料加厚的厚涂颜料，使作品具有不同寻常的纹理表面。 [13] 杜布菲 (Dubuffet) 是第一位使用这种称为沥青的增稠糊状物的艺术家。 此外，在他早期的绘画中，杜布菲摒弃了透视的概念，转而支持更直接的二维空间呈现。 取而代之的是，杜布菲通过在画面中粗略地重叠物体来创造透视错觉。 这种方法最直接地导致了他作品的局促效果。
从 1962 年开始，他创作了一系列作品，其中他将自己限制在红色、白色、黑色和蓝色中。 到 20 世纪 60 年代末，他越来越多地转向雕塑，用聚苯乙烯制作作品，然后用乙烯基涂料进行绘画。

## 艺术展览
让·杜布菲基金会目前收藏并展出他的作品。
以下是按时间顺序排列的杜布菲展品列表，以及他在每个展品中展示的作品数量。 [19]
1944 年：Galerie Rene Drouin，巴黎
1946 年：Galerie Rene Drouin，巴黎
1951年：纽约Pierre Matisse画廊 29件作品
1955年：伦敦当代艺术学院56件作品
1957年：勒沃库森市立博物馆 87件作品
1958年：Arthur Tooth and Sons，伦敦31部作品
1959年：纽约Pierre Matisse画廊77件作品
1960 年：Arthur Tooth and Sons，伦敦 40 部作品
1960 年：Kestner-Gesellschaft，汉诺威 88 作品
1960年：巴黎装饰艺术博物馆402件作品
1960年：汉诺威画廊，伦敦 27件作品
1962年：纽约现代艺术博物馆 85件作品
1962年：罗伯特·弗雷泽画廊，伦敦 60件作品
1963 年：Galleria Marlborough，罗马 68 件作品
1964年：罗伯特·弗雷泽画廊，伦敦 18件作品
1964年：威尼斯格拉西宫 107件作品
1964-5：阿姆斯特丹市立博物馆 198 件作品
1964-5：Galerie Jeanne Bucher，巴黎 18 件作品
1964-5：Galerie Claude Bernard，巴黎 46 件作品
1965 年：Galerie Beyeler，巴塞尔 88 作品
1965年：Gimpel汉诺威画廊，苏黎世34件作品
1966年：伦敦当代艺术学院 76件作品
1966年：罗伯特·弗雷泽画廊，伦敦 13件作品
2019：让·杜布菲：欧洲的野蛮 MuCEM，法国马赛[20]
2021：让·杜布菲：野蛮之美，巴比肯艺术中心，伦敦